# Entodon challengeri
Entodon challengeri là một loài Rêu trong họ Entodontaceae. Loài này được (Paris) Cardot mô tả khoa học đầu tiên năm 1904.